# 주한 스리랑카 대사관
주한 스리랑카 대사관(싱할라어: කොරියාවේ ශ්‍රී ලංකා තානාපති කාර්යාලය, 타밀어: கொரியாவில் உள்ள இலங்கை தூதரகம்)은 대한민국 서울특별시 중구 신당동 347-359에 있는 스리랑카 대사관이다. 현직 주한 스리랑카 대사는 사지 멘디스이다.

## 역사
스리랑카는 남북한 동시 수교국으로서 1977년 11월 대한민국과 정식 외교 관계를 수립하였고, 같은 해 12월 공관을 설치하고 1987년 3월 대사관으로 승격하였다. 조선민주주의인민공화국과는 이보다 앞서 1970년 6월 수교하여 1975년 10월 공관을 설치하였다.
대한민국과는 1978년 1월 문화협정, 1978년 10월 항공협정, 1980년 3월 투자보장협정. 1984년 5월 이중과세방지협정, 무역협정, 1994년 5월 과학기술협력협정 등을 맺었다.

## 주요 업무
주요 업무는 대한민국 정부와의 외교, 교섭, 무역 진흥, 외교 정책 및 문화 홍보, 대한민국 거주 스리랑카 국민의 보호감독, 여권발급, 입국사증 발급 등이다. 스리랑카에 입국하기 위해서는 사증을 발급받아야 하는데, 관광 목적일 경우 14일까지는 사증 없이 체류할 수 있다.

## 같이 보기
- 스리랑카의 재외공관 목록
- 대한민국 주재 외국공관 목록
- 대한민국-스리랑카 관계